# Rozrachunek międzybankowy
Rozrachunek międzybankowy – przemieszczenie środków pieniężnych w złotych lub w euro pomiędzy rachunkami banków lub pomiędzy rachunkami banków a kontami własnymi Narodowego Banku Polskiego, bądź innego banku, prowadzącego rachunki banków, w celu wykonania zobowiązania powstałego z tytułu dokonywania rozliczeń pieniężnych pomiędzy:
- bankami
- klientem banku a innym bankiem lub bankiem, a posiadaczem rachunku w innym banku
- klientem banku a posiadaczem rachunku w innym banku

Rozrachunek międzybankowy może być dokonywany na podstawie zleceń płatniczych składanych przez banki oraz instytucje świadczące usługi rozliczeniowe lub rozrachunkowe, w tym izby rozliczeniowe, którą w Polsce jest KIR (Krajowa Izba Rozliczeniowa S.A.).
Rozrachunek międzybankowy dla płatności w złotych jest prowadzony w systemie rozrachunku brutto w czasie rzeczywistym (RTSG) SORBNET2. Rozrachunek międzybankowy dla płatności w euro jest prowadzony w paneuropejskim systemie międzybankowych rozliczeń w euro TARGET2.